# San Filippo Neri all’Acquedotto Felice
San Filippo Neri all’Acquedotto Felice é uma pequena igreja conventual de Roma localizado na Via dell’Acquedotto Felice, 35, perto da Via Tuscolana, no quartiere Tuscolano, perto do aqueduto Água Feliz. É dedicada a São Filipe Néri.

## História
Esta igreja é parte do convento das Filhas do Oratório (em italiano:  Figlie dell'Oratorio), que dirige uma escola e um hotel, conhecido como Casa Vincenzo Grossi, no local, uma referência a São Vincenzo Grossi, fundador da ordem.

## Descrição
A estrutura tem uma nave única com um telhado de duas águas e uma abside externa com lados retos e uma rasa parede curva no fundo. A fachada é bem simples, com uma porta de entrada numa moldura branca no fundo de uma varanda cuja cobertura é uma laje de cobreto plana mais larga do que o portal e sustentada por dois pilares de concreto. A arquivolta do arco se estende acima da varanda e, por conta disto, apresenta um tímpano. Curiosamente, ele não está decorado.
No centro da fachada está uma pequena janela de topo curvo.